# Jacques Fenoux
Jacques Fenoux est un acteur français, né le 24 mai 1870 au Havre (Seine-Inférieure) et mort en 24 juillet 1930  à La Seyne-sur-Mer (Var).

## Biographie
Il entre en 1895 à la Comédie-Française, avant d'en devenir le 343e sociétaire en 1906. Il est nommé sociétaire honoraire en 1925.

## Théâtre

### Hors Comédie-Française
- 1893 : Vercingétorix d'Edmond Cottinet, théâtre de l'Odéon : Vercingétorix
- 1894 : Yanthis de Jean Lorrain, théâtre de l'Odéon : Camillus

### Comédie-Française
Entrée en 1895
Nommé 343e sociétaire en 1906, puis sociétaire honoraire le 1er janvier 1925
- 1891 : Thermidor de Victorien Sardou : Jumelot
- 1893 : La Maison d'argile d'Émile Fabre : Henri Armières
- 1895 : Andromaque de Jean Racine : Oreste
- 1896 : Hernani de Victor Hugo : Hernani
- 1896 : Britannicus de Jean Racine : Néron
- 1897 : Athalie de Jean Racine : Mathan
- 1898 : Bajazet de Jean Racine : Acomat
- 1898 : Louis XI de Casimir Delavigne : Commine
- 1898 : Phèdre de Jean Racine : Hippolyte
- 1899 : Othello de William Shakespeare, adaptation de Jean Aicard : Rodrigue
- 1899 : Bérénice de Jean Racine : Paulin (9 fois de 1899 à 1901)
- 1899 : Le Roi de Gaston Schéfer : le prince Stephen
- 1900 : Alkestis (Alceste) de Georges Rivollet d'après Euripide : Apollon
- 1900 : Mithridate de Jean Racine : Pharnace
- 1901 : Amphitryon de Molière : Amphitryon
- 1901 : Andromaque de Jean Racine : Pyrrhus
- 1902 : Les Burgraves de Victor Hugo : Hatto
- 1903 : Les Phéniciennes de Georges Rivollet d'après Euripide, théâtre antique d'Orange : Étéocle
- 1904 : Britannicus de Jean Racine : Narcisse
- 1905 : Bajazet de Jean Racine : Bajazet
- 1905 : Don Quichotte de Jean Richepin d'après Miguel de Cervantes : Samson Carrasco
- 1906 : Un tour de Ninon de Georges Docquois : Racine
- 1906 : La Courtisane d'André Arnyvelde : Pradelys
- 1906 : Nicomède de Pierre Corneille, mise en scène Eugène Silvain : Attale
- 1907 : La Maison d'argile d'Émile Fabre : Armières
- 1907 : Le Mariage de Figaro de Beaumarchais : le comte Almaviva
- 1908 : L'Écran brisé de Henry Bordeaux : Jacques Monrevel
- 1908 : Bérénice de Jean Racine : Titus (13 fois de 1908 à 1920)
- 1909 : La Furie de Jules Bois : l'hiérophante
- 1909 : Bérénice de Jean Racine : Antiochus (1 fois, 1909)
- 1910 : Phèdre de Jean Racine : Thésée
- 1911 : Les Cloches de Port-Royal de Jeanne Dortzal : Jean Racine
- 1912 : Iphigénie à Aulis d'Euripide : Ménélas
- 1912 : Comediante de Maurice Magre, mise en scène Jules Truffier : Rodomond
- 1912 : Andromaque de Jean Racine : Pylade
- 1914 : Jérusalem de Georges Rivollet : le père Lazare
- 1914 : Georgette Lemeunier de Maurice Donnay : Midasse
- 1914 : Macbeth de William Shakespeare : Macduff
- 1915 : Nicomède de Pierre Corneille : Flaminius
- 1916 : Le Misanthrope de Molière : Oronte
- 1917 : Dom Juan ou le Festin de pierre de Molière : la statue du Commandeur
- 1918 : Esther de Jean Racine, mise en scène Émile Fabre : Aman
- 1919 : L'Hérodienne d'Albert du Bois : Domitien
- 1920 : L'Amour médecin de Molière, mise en scène Georges Berr : M. Filerin
- 1920 : La Mort de Pompée de Pierre Corneille : Jules César
- 1920 : Les Effrontés d'Émile Augier, mise en scène Raphaël Duflos : le marquis d'Auberive
- 1921 : L'École des maris de Molière : Ariste
- 1921 : Un ennemi du peuple de Henrik Ibsen : Pierre Stockmann
- 1921 : Le Barbier de Séville de Beaumarchais : Bazile
- 1922 : L'Impromptu de Versailles de Molière, mise en scène Raphaël Duflos : La Thorillière
- 1922 : George Dandin de Molière : Sotenville
- 1922 : Marion de Lorme de Victor Hugo : M. de Laffemas
- 1923 : Rome vaincue d'Alexandre Parodi : Lucius
- 1923 : Jean de La Fontaine de Louis Geandreau et Léon Guillot de Saix : le marquis de Dangeau
- 1924 : Iphigénie de Jean Racine : Agamemnon
- 1925 : Les Corbeaux de Henry Becque : Bourdon
- 1925 : Le Bourgeois gentilhomme de Molière : le maître de philosophie
- 1926 : Les Compères du roi Louis de Paul Fort : François de Paule

## Filmographie
- 1922 : Molière, sa vie, son œuvre, documentaire de Jacques de Féraudy avec la troupe de la Comédie-Française